# Té de excremento de oruga
El té de excremento de oruga (虫屎茶 chóng shǐ chá), también conocido en China simplemente como 虫茶 chóng chá ('té de oruga'), o eufemísticamente como té Perla de Dragón (龙珠茶 lóngzhū chá) es una bebida de la etnia miao, en la provincia de Guangxi, elaborada a partir de infusionar excrementos de orugas. Este té se consume por sus virtudes dietéticas y terapéuticas, puesto que es antidiarreico, calmante de hemorragias nasales y hemorroides. Aunque estas propiedades no están científicamente probadas, podrían deberse al ácido elágico contenido en las orugas.
Tiene su origen en la etnia miao. Se produce principalmente en el condado autónomo de Longsheng, cerca de la ciudad de Guilin, en la región de Guangxi, y también en el sur de Hunan. Además, se produce para el autoconsumo también en Guizhou y Sichuán. en las áreas de 
Este té es considerado un producto de lujo, su precio es elevado entre otras cosas por las dificultades inherentes a su elaboración. Tradicionalmente, las orugas de la polilla (Hydrillodes) se crían en hojas de té húmedas. Las hojas del té pasan a través del tracto digestivo de las orugas, y lo que excretan es recogido y servido como té. Los excrementos se recogen de los capullos vacíos una vez que pasa de crisálida a mariposa. Se necesitan diez kilogramos de hojas de té para producir un kilogramo de excrementos secos.